# Кампу-Майор (микрорегион)

Кампу-Майор на карте.

Кампу-Майор (порт. Microrregião de Campo Maior) — микрорегион в Бразилии, входит в штат Пиауи. Составная часть мезорегиона Северо-центральная часть штата Пиауи. Население составляет 220 397 человек (на 2010 год). Площадь — 24 335,531 км². Плотность населения — 9,06 чел./км².

## Демография
Согласно сведениям, собранным в ходе переписи 2010 г. Национальным институтом географии и статистики (IBGE), население микрорегиона составляет:
| Полное население                             | Полное население                             | Полное население                             | Полное население                             | 220 397 |
| -------------------------------------------- | -------------------------------------------- | -------------------------------------------- | -------------------------------------------- | ------- |
| в том числе:                                 | Городское население                          | 114 554                                      | Процент городского населения, %              | 51,98   |
|                                              | Сельское население                           | 105 843                                      | Процент сельского населения, %               | 48,02   |
|                                              | Мужское население                            | 109 711                                      | Процент мужского населения, %                | 49,78   |
|                                              | Женское население                            | 110 686                                      | Процент женского населения, %                | 50,22   |
| Плотность населения, чел/км²                 | Плотность населения, чел/км²                 | Плотность населения, чел/км²                 | Плотность населения, чел/км²                 | 9,06    |
| Население микрорегиона в % к населению штата | Население микрорегиона в % к населению штата | Население микрорегиона в % к населению штата | Население микрорегиона в % к населению штата | 7,07    |

## Статистика
- Валовой внутренний продукт на 2003 год составляет 328 788 658,00 реалов (данные: Бразильский институт географии и статистики).
- Валовой внутренний продукт на душу населения на 2003 год составляет 1544,65 реалов (данные: Бразильский институт географии и статистики).
- Индекс развития человеческого потенциала на 2000 год составляет 0,593 (данные: Программа развития ООН).

## Состав микрорегиона
В составе микрорегиона включены следующие муниципалитеты:
1. Алту-Лонга
2. Асунсан-ду-Пиауи
3. Бокейран-ду-Пиауи
4. Бурити-дус-Монтис
5. Кампу-Майор
6. Капитан-ди-Кампус
7. Кастелу-ду-Пиауи
8. Кокал-ди-Телья
9. Домингус-Моран
10. Жатоба-ду-Пиауи
11. Жуазейру-ду-Пиауи
12. Лагоа-ди-Сан-Франсиску
13. Милтон-Брандан
14. Носа-Сеньора-ди-Назаре
15. Нову-Санту-Антониу
16. Педру-II
17. Сижефреду-Пашеку
18. Сан-Жуан-да-Серра
19. Сан-Мигел-ду-Тапую